# Moacir Barbosa Nascimento
Pour les articles homonymes, voir Nascimento et Barbosa.
Moacir Barbosa Nascimento dit Barbosa et surnommé L’Express de la victoire, né le 27 mars 1921 à Campinas et mort le 7 avril 2000 à Santos, est un footballeur international brésilien. Évoluant au poste de gardien de but, il est principalement connu pour la défaite du Brésil en « finale » de la Coupe du monde 1950 face à l'Uruguay, dont il a été jugé principal responsable par l'opinion publique.

## Biographie

### Débuts
Après avoir évolué dans des petits clubs, Moacir Barbosa Nascimento rejoint le Club de Regatas Vasco da Gama. Il s'affirme comme l'un des meilleurs gardiens de but au monde. Il remporte le championnat carioca à six reprises ainsi que le championnat sud-américain des clubs champions de football en 1948. Il fait ses débuts en équipe du Brésil en 1945, remportant quatre ans plus tard la Copa América.
Il est notamment reconnaissable car il est l'un des premiers gardiens noirs de l'équipe du Brésil et parce qu'il ne porte pas de gants de protection.

### Coupe du monde de 1950
Il est considéré comme le principal artisan de la défaite brésilienne lors de la finale de la Coupe du monde de football de 1950. Le Brésil n'a besoin que d'un match nul pour être sacré champion du monde. À la 79e minute, alors que le score est d'un but partout, l'Uruguayen Alcides Ghiggia déborde. Barbosa, pensant que Ghiggia va centrer, quitte sa ligne de but. Ghiggia fait alors un centre-tir qui trompe Barbosa. Le Brésil est ainsi battu sur sa pelouse et perd la Coupe du monde.

### Vie de paria
En 1963, Barbosa parvient à obtenir les anciens poteaux carrés en bois du stade. À la manière d'un exorcisme, il les brûle.
En 1994, on lui refuse l'accès du camp d'entrainement de la Seleçao à Teresopolis puis le président de la confédération brésilienne Ricardo Teixeira refuse qu'il commente un match à cause de cette finale perdue. Barbosa déclare : « Au Brésil, la peine maximale pour un crime est de 30 ans. Moi, je paie depuis plus de 43 ans pour un crime que je n'ai pas commis ».
Plusieurs personnalités demanderont publiquement sa réhabilitation, dont Dida. Un journaliste, Darwin Pastorin, a proposé de renommer le stade Maracanã en « stade Moacir Barbosa ».

## Carrière
- 1940-1941 : ADCI
- 1942-1944 : Clube Atlético Ypiranga
- 1945-1955 : Club de Regatas Vasco da Gama
- 1955-1956 : Santa Cruz Futebol Clube
- 1957 : Bonsucesso Futebol Clube
- 1958-1960 : Santa Cruz Futebol Clube
- 1962 : Campo Grande Atlético Clube

## Palmarès
- Finaliste de la Coupe du monde de football de 1950
- Vainqueur de la Copa América 1949
- Copa Roca en 1945
- Copa Rio Branco en 1947 et 1950.
- Tournoi Rio-São Paulo de football en 1958
- Championnat de Rio de Janeiro de football en 1945, 1947, 1949, 1950, 1952 et 1958
- Championnat sud-américain des clubs champions de football en 1948

## Film
L'histoire du drame de Moacyr Barbosa a fait l'œuvre d'un court-métrage de 13 minutes tourné par Jorge Furtado et Ana Luiza Azevedo en 1988 : Barbosa (NGM productions, sous-titré en français).
Il raconte l'histoire du traumatisme d'un petit Brésilien qui n'a pu, toute sa vie, se relever de la défaite de son équipe face à l'Uruguay en match final de la Coupe du monde de football de 1950 disputé dans son pays. Mettant au point une machine à explorer le temps à la fin des années 1980, il retourne au stade Maracanã de Rio de Janeiro le 16 juillet 1950 pour changer le cours du match et lever l'injustice qui a pesé sur l'existence du gardien auriverde, Barbosa. Mêlant images d'archives en noir et blanc (de la fièvre d'avant-match et de cette finale) et images couleur, ce court-métrage a tenté de redresser la réputation de Barbosa au Brésil.